# Fuchsberg (Naturschutzgebiet)

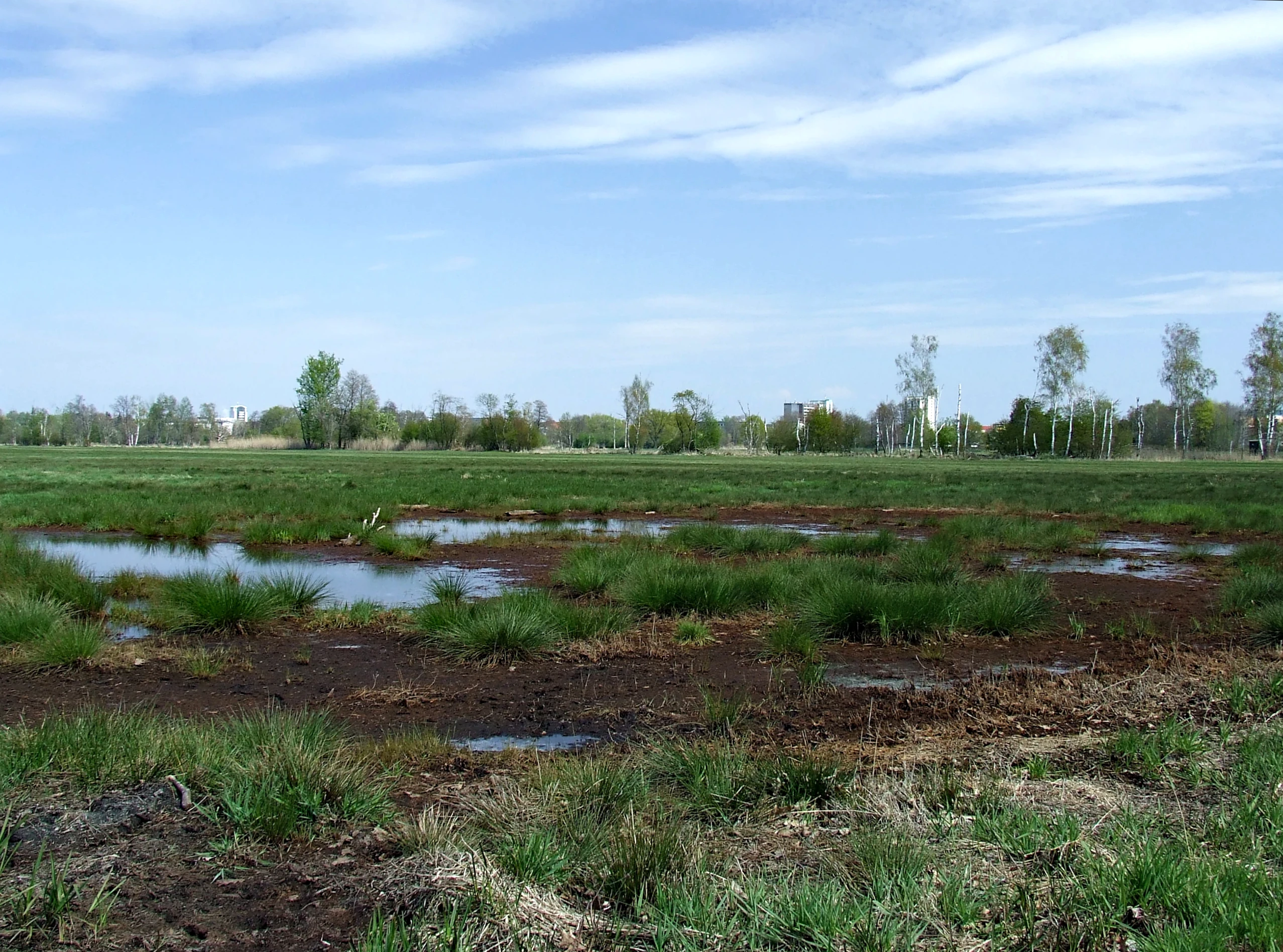
Naturschutzgebiet Fuchsberg (April 2019)

Das Naturschutzgebiet Fuchsberg liegt auf dem Gebiet der Stadt Cottbus in Brandenburg. Das rund 4,6 ha große Naturschutzgebiet erstreckt sich südwestlich der Kernstadt Cottbus. Östlich des Gebietes verläuft die B 169 und südlich die A 15.

## Bedeutung
Das Gebiet mit der Kenn-Nummer 1465 wurde mit Verordnung vom 25. November 1992 unter Naturschutz gestellt.